# Ambroise Mati
Ambroise Mati (* 15. Mai 1999 in Lübeck) ist ein deutscher American-Football-Spieler auf der Position des Linebackers. Seit der Saison 2021 steht er bei den Hamburg Sea Devils in der European League of Football (ELF) unter Vertrag.

## Werdegang

### Jugend
Mati begann 2014 in der U16 der Lübeck Cougars mit dem American Football und wurde nach Abschluss seiner ersten Saison als Cougars Rookie des Jahres ausgezeichnet. Der Linebacker war auch in seiner zweiten Saison fester Bestandteil der Cougars Juniors und bekam zum Saisonende die teaminterne Auszeichnung des Defensive MVPs verliehen. Im Jahr 2016 war Mati Teil der Cougars U19, die den Aufstieg in die GFL Juniors, der höchsten deutschen Spielklasse für Junioren, schaffte. Darüber hinaus erhielt er eine Einladung zu einem Sichtungscamp der deutschen Juniorennationalmannschaft, doch wurde er schließlich nicht in den 65er-Kader nominiert. Nachdem Mati mit den Cougars 2017 aus der GFL Juniors abgestiegen war, wechselte er zu den Hamburg Young Huskies. Mit den Huskies stand Mati als Sieger der Gruppe Nord in den Playoffs der GFL Juniors, doch schieden sie bereits im Viertelfinale gegen die Paderborn Dolphins aus.

### Herren
Nach nur einer Saison bei den Huskies kehrte Mati zu den Lübeck Cougars zurück, um im Herren-Team in der GFL 2 anzutreten. Mati kam in zehn Spielen zum Einsatz, in denen 48 Tackles registriert wurden. In der Saison 2020 stand Mati erneut bei den Hamburg Huskies unter Vertrag, doch kam er aufgrund der pandemiebedingten Absage der Saison zu keinem Pflichtspieleinsatz. Zur historisch ersten Saison der European League of Football 2021 wurde Mati von den Hamburg Sea Devils verpflichtet. Am ersten Spieltag erzielte er gegen die Frankfurt Galaxy nach einer Fumble Recovery den ersten Touchdown und trug so zum knappen Sieg bei. Mit den Sea Devils erreichte Mati das ELF-Championship-Spiel in Düsseldorf, welches knapp gegen die Galaxy verloren ging. Nach der Saison wurde er zum Sichtungscamp der deutschen Nationalmannschaft nach Braunschweig eingeladen.

## Statistiken
| Jahr                            | Team               | Spiele | Tackles | Tackles | Tackles | Tackles | Tackles | Pass Defense | Pass Defense | Pass Defense | Pass Defense | Pass Defense | Fumbles | Fumbles | Fumbles |
| Jahr                            | Team               | Spiele | Total   | Solo    | Ast     | TFL     | Sack    | INT          | YDS          | TD           | BU           | PD           | FF      | FR      | TD      |
| ------------------------------- | ------------------ | ------ | ------- | ------- | ------- | ------- | ------- | ------------ | ------------ | ------------ | ------------ | ------------ | ------- | ------- | ------- |
| European League of Football     |                    |        |         |         |         |         |         |              |              |              |              |              |         |         |         |
| 2021                            | Hamburg Sea Devils | 10     | 49      | 28      | 21      | 04,5    | 1,0     | 1            | 0            | 0            | 1            | 2            | 1       | 2       | 1       |
| 2022                            | Hamburg Sea Devils | 11     | 43      | 24      | 19      | 07,5    | 5,0     | 0            | 0            | 0            | 1            | 1            | 2       | 1       | 1       |
| 2023                            | Hamburg Sea Devils | 11     | 49      | 23      | 26      | 05,0    | 2,0     | 0            | 0            | 0            | 2            | –            | 0       | 0       | 0       |
| ELF Gesamt                      | ELF Gesamt         | 32     | 141     | 75      | 66      | 17,0    | 8,0     | 1            | 0            | 0            | 4            | 3            | 3       | 3       | 2       |
| Quellen: sportsmetrics.football |                    |        |         |         |         |         |         |              |              |              |              |              |         |         |         |

| Jahr                            | Team               | Spiele | Tackles | Tackles | Tackles | Tackles | Tackles | Pass Defense | Pass Defense | Pass Defense | Pass Defense | Pass Defense | Fumbles | Fumbles | Fumbles |
| Jahr                            | Team               | Spiele | Total   | Solo    | Ast     | TFL     | Sack    | INT          | YDS          | TD           | BU           | PD           | FF      | FR      | TD      |
| ------------------------------- | ------------------ | ------ | ------- | ------- | ------- | ------- | ------- | ------------ | ------------ | ------------ | ------------ | ------------ | ------- | ------- | ------- |
| European League of Football     |                    |        |         |         |         |         |         |              |              |              |              |              |         |         |         |
| 2021                            | Hamburg Sea Devils | 1      | 1       | 1       | 0       | 1,0     | 0       | 0            | 0            | 0            | 0            | –            | 0       | 0       | 0       |
| 2022                            | Hamburg Sea Devils | 2      | 8       | 4       | 4       | 2,0     | 0       | 0            | 0            | 0            | 0            | –            | 0       | 0       | 0       |
| ELF Gesamt                      | ELF Gesamt         | 3      | 9       | 5       | 4       | 3,0     | 0       | 0            | 0            | 0            | 0            | –            | 0       | 0       | 0       |
| Quellen: sportsmetrics.football |                    |        |         |         |         |         |         |              |              |              |              |              |         |         |         |